# 한국씨티금융지주
한국씨티금융지주는 2010년부터 2014년까지 존재했던 금융지주회사였다. 한국씨티금융의 대표이사 회장은 하영구 한국씨티은행장이 겸임했다.